# 미코속
미코속(Mico)은 비단원숭이과에 속하는 신세계원숭이의 속으로, 마모셋과 타마린을 포함하고 있다. 미코속은 아마존 마모셋을 포함하고 있다. 이전에 미코속은 비단마모셋속(Callithrix)의 아속으로 취급되었다. 미코속(Mico)은 치아형태학과 지리적 분포에서 비단마모셋속(Callithrix)과 다르다.: 비단마모셋속의 종은 남아메리카의 대서양 해안 근처에 분포하는 반면에, 미코속의 종들은 더 내륙 안쪽에 분포한다. 루스말렌난쟁이마모셋(Callibella humilis)은 이전에는 미코속의 종으로 분류되었으나, 주로 크기 면에서 다르기 때문에 현재는 루스말렌난쟁이마모셋속(Callibella)으로 분류된다. 루스말렌난쟁이마모셋은 미코속의 종들보다 현저하게 작고, 전형적인 미코속의 종들과 피그미마모셋(Cebuella pygmaea) 사이에서 대략 중간 크기이다. 미코속 종들은 타마린속(Saguinus)의 타마린과 다른데, 미코속은 앞니가 송곳니 크기와 같을 정도로 커서, 나무에서 수지를 추출하기 위해 구멍을 뚫는 데 사용한다.
일반적으로, 미코속과 비단마모셋속의 종들은 더 큰 집단을 형성하는 경향이 있고, 더 작은 서식지 범위 내에서 살아서, 다른 비단원숭이들 보다 군집도가 더 높은 환경에서 산다. 그러나 이들 통계는 여러 미코속 종들 가운데 일부의 임의적인 정보일 수 있다. 은색마모셋(M. argentatus)은 다른 미코속 종들보다 더 작은 서식지 범위(10 헥타르 이내의 작은 범위) 내에서 생활하는 경향이 있다.
수지와 수액과 같은 삼출물, 나무 열매, 꽃꿀, 버섯 등이 미코속 종들 먹이의 대부분을 형성하지만, 절지동물, 새들의 새끼, 작은 도마뱀 그리고 개구리 등과 같은 동물들을 잡아 먹기도 한다. 이들은 앞으로 튀어 나오고, 끌 모양으로 발달한 앞니와 넓은 턱을 벌려서 삼출물을 추출하고, 수지를 만드는 나무껍질에 구멍낸다.
이들의 장(腸)은 또한 크고 복잡한 맹장을 지니고 있어, 대부분의 다른 동물들보다 수지를 더 효과적으로 소화시킬 수 있다. 삼출물에서 먹이를 얻는 미코속의 능력은, 과일은 계절을 많이 타고, 언제나 얻을 수 없기 때문에, 그 지역에서 살아남기 위한 것이다. 미코속 암컷은 한 번에 한 마리 또는 이 이상의 새끼를 낳는다. 이들은 새끼를 낳은 후 2~4주 이내에 배란과 임신이 가능하고, 수유기에도 배란은 가능하다. 암컷은 일반적으로 12~17개월 사이에, 숫컷은 15~25개월 사이에 성적으로 완숙기에 도달한다. 에밀리마모셋(Mico emiliae)은 이따금 갈색망토타마린(Saguinus fuscicollis)과 교미도 한다.

## 하위 종
미코속에 포함되는 종들은 다음과 같다.:
- 아카리강마모셋 (M. acariensis)
- 은색마모셋 (M. argentatus)
- 흰마모셋 (M. leucippe)
- 에밀리마모셋 (M. emiliae)
- 검은머리마모셋 (M. nigriceps)
- 마르카마모셋 (M. marcai)
- 검은꼬리마모셋 (M. melanurus)
- 산타렘마모셋 (M. humeralifera)
- 마우에스마모셋 (M. mauesi)
- 흰노랑마모셋 (M. chrysoleucos)
- 허쉬코비츠마모셋 (M. intermedius)
- 사테레마모셋 (M. saterei)
- 혼동마모셋 (M. rondoni)
- 슈나이더마모셋 (M. schneideri)
- 문두루쿠마모셋 (M. munduruku)
- 루스말렌난쟁이마모셋 (M. humilis)

## 계통 분류
비단원숭이과의 계통 분류는 다음과 같다.
|  | 사자타마린속                                                                                  |
|  |                                                                                               |
|  | \| \| 괼디원숭이속 \| \| \| \| \| \| 마모셋(비단마모셋속, 미코속, 피그미마모셋속) \| \| \| \| |
|  |                                                                                               |
|  | 괼디원숭이속                                                                                  |
|  |                                                                                               |
|  | 마모셋(비단마모셋속, 미코속, 피그미마모셋속)                                                  |
|  |                                                                                               |

|  | 괼디원숭이속                                 |
|  |                                              |
|  | 마모셋(비단마모셋속, 미코속, 피그미마모셋속) |
|  |                                              |

|  | 검은망토타마린속 |
|  |                  |
|  | 타마린속         |
|  |                  |

|  | 사자타마린속                                                                                  |
|  |                                                                                               |
|  | \| \| 괼디원숭이속 \| \| \| \| \| \| 마모셋(비단마모셋속, 미코속, 피그미마모셋속) \| \| \| \| |
|  |                                                                                               |
|  | 괼디원숭이속                                                                                  |
|  |                                                                                               |
|  | 마모셋(비단마모셋속, 미코속, 피그미마모셋속)                                                  |
|  |                                                                                               |

|  | 괼디원숭이속                                 |
|  |                                              |
|  | 마모셋(비단마모셋속, 미코속, 피그미마모셋속) |
|  |                                              |

|  | 검은망토타마린속 |
|  |                  |
|  | 타마린속         |
|  |                  |